# Nachal Dolev
Nachal Dolev (hebrejsky נחל דולב‎) je vádí v Izraeli, v Judských horách v Jeruzalémském koridoru.
Začíná v nadmořské výšce přes 600 metrů jižně od vesnice Nes Harim. Směřuje pak skrz národní park Bejt Ita'b k západu zahloubeným údolím se zalesněnými svahy. Ústí do vádí Nachal Zanoach na jižním okraji města Bejt Šemeš, které pak jeho vody odvádí do potoka Sorek. Společně s nedalekými toky Nachal ha-Me'ara a Nachal Azen je součástí přírodní rezervace Nachal Dolev. Podél údolí vedou turistické trasy. Přírodní rezervace je součástí širšího lesního komplexu park Acma'ut Arcot ha-brit (פארק עצמאות ארצות הברית‎, park Americké nezávislosti), který se rozprostírá na ploše 30 000 dunamů (30 km²).